# Tarakaniw
Tarakaniw (ukrainisch Тараканів; russisch Тараканов Tarakanow, polnisch Tarakanów) ist ein Dorf im Süden der ukrainischen Oblast Riwne mit etwa 1700 Einwohnern (2022).

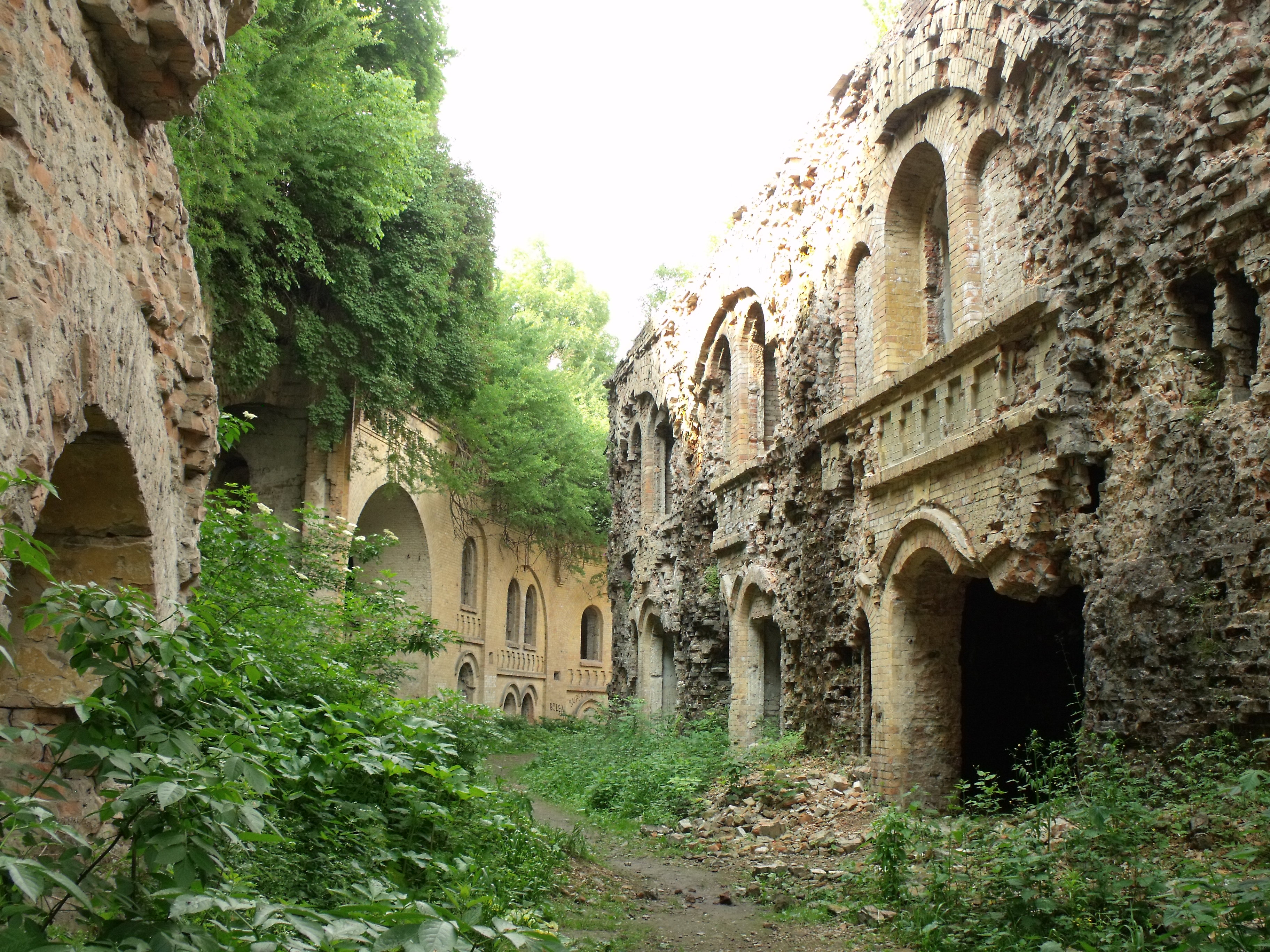
Blick in die Festung Tarakaniw bei Tarakaniw

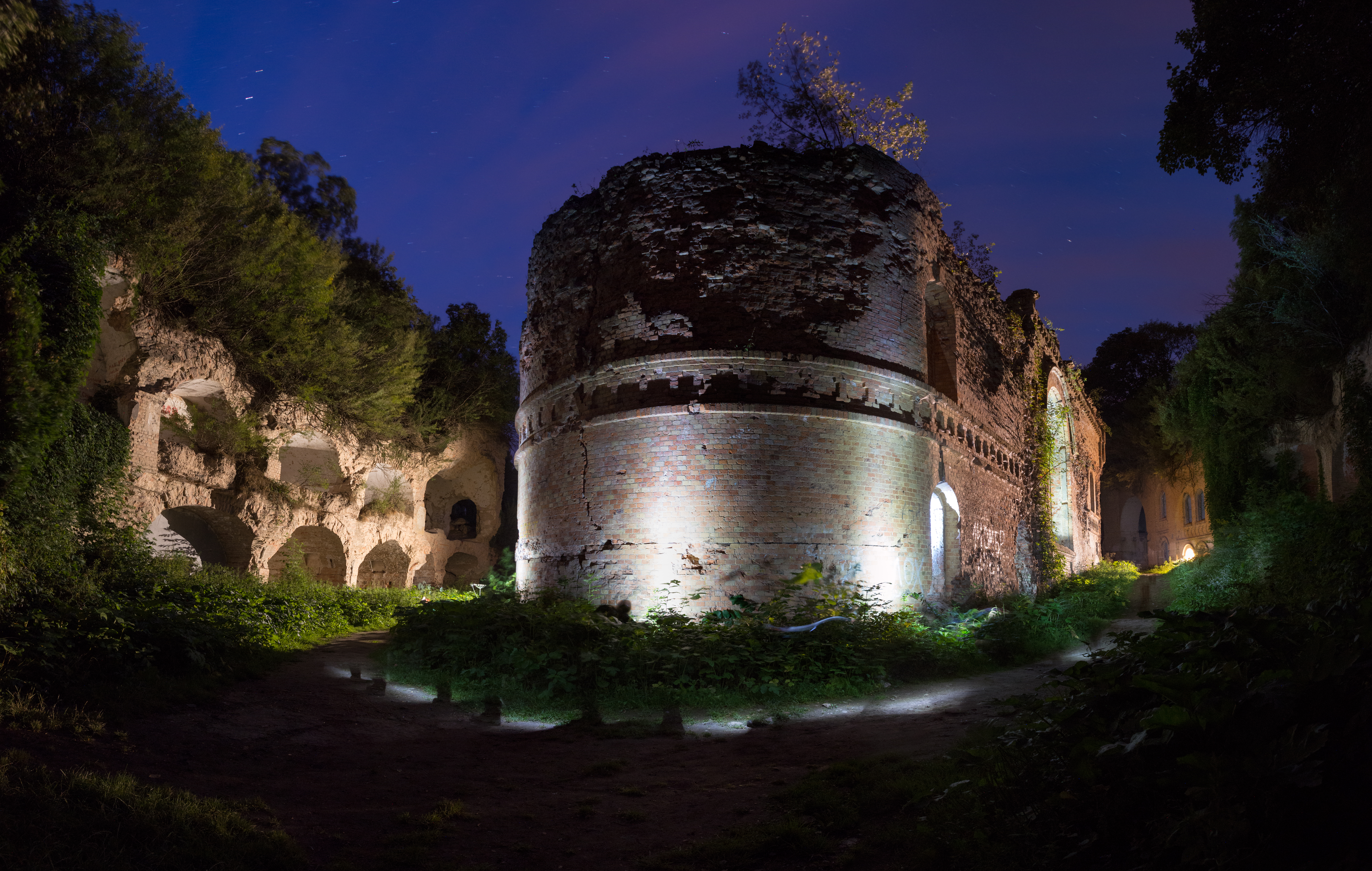
Die Festungsruine in abendlicher Beleuchtung

Nahe dem im Süden Wolhyniens gelegenen, 1583 erstmals schriftlich erwähnten Dorf befinden sich die Reste der zwischen 1873 und 1890 für 66 Millionen Rubel erbauten Festung Tarakaniw (ukrainisch Тараканівський форт, auch Neue Dubno Festung, ukr. Нову Дубенську фортецю), die während der Brussilow-Offensive teilweise zerstört und danach noch im Polnisch-Sowjetischen Krieg genutzt wurde.
Die Ortschaft liegt an der Fernstraße M 06 / E 40 und am Ufer der Ikwa, einem 155 km langen Nebenfluss des Styr, 5 km westlich vom Rajonzentrum Dubno und 50 km südwestlich vom Oblastzentrum Riwne.
Am 9. Oktober 2018 wurde das Dorf zum Zentrum der neugegründeten Landgemeinde Tarakaniw (Тараканівська сільська громада Tarakaniwska silska hromada). Zu dieser zählten noch die 3 Dörfer Ratschyn, Mali Sahirzi und Welyki Sahirzi, bis dahin bildete es zusammen mit den Dörfern Mali Sahirzi und Welyki Sahirzi die Landratsgemeinde Tarakaniw (Тараканівська сільська рада/Pidhorodnjanska silska rada) im Westen des Rajons Dubno.
Am 12. Juni 2020 kam noch 14 weitere Dörfer zum Gemeindegebiet.
Folgende Orte sind neben dem Hauptort Tarakaniw Teil der Gemeinde:
| Name                     | Name           | Name                                | Name                 | Name |
| ukrainisch transkribiert | ukrainisch     | russisch                            | polnisch             |      |
| ------------------------ | -------------- | ----------------------------------- | -------------------- | ---- |
| Birky                    | Бірки          | Борки (Borki)                       | Birki                |      |
| Dytynytschi              | Дитиничі       | Дитиничи (Ditinitschi)              | Detynicze            |      |
| Kamjanyzja               | Кам'яниця      | Каменица (Kameniza)                 | Kamienica            |      |
| Kljuky                   | Клюки          | Клюки (Kljuki)                      | Kluki                |      |
| Mali Sahirzi             | Малі Загірці   | Малые Загорцы (Malyje Sagorzy)      | Zahorce Małe         |      |
| Mykytytschi              | Микитичі       | Никитичи (Nikititschi)              | Nikitycze, Mykitycze |      |
| Nowa Nossowyzja          | Нова Носовиця  | Новая Носовица (Nowaja Nossowiza)   | Nosowica Nowa        |      |
| Pereroslja               | Переросля      | Переросля                           | Pererośle            |      |
| Pidluschschja            | Підлужжя       | Подлужье (Podluschje)               | Podłuże              |      |
| Ploska                   | Плоска         | Плоская (Ploskaja)                  | Płoska               |      |
| Ptytscha                 | Птича          | Птичья (Ptitschja)                  | Ptycza               |      |
| Ratschyn                 | Рачин          | Рачин (Ratschin)                    | Raczyn               |      |
| Samtschysko              | Замчисько      | Замчиско (Samtschisko)              | Zamczysko            |      |
| Stara Nossowyzja         | Стара Носовиця | Старая Носовица (Staraja Nossowiza) | Nosowica Stara       |      |
| Sudobytschi              | Судобичі       | Судобичи (Sudobitschi)              | Sudobicze            |      |
| Turkowytschi             | Турковичі      | Турковичи (Turkowitschi)            | Turkowicze           |      |
| Welyki Sahirzi           | Великі Загірці | Великие Загорцы (Welikie Sagorzy)   | Zahorce Wielkie      |      |